# Грушинский (хутор)
Грушинский — хутор в Боковском районе Ростовской области.
Входит в состав Каргинского сельского поселения.

## География
Через хутор протекает река Чёрная (приток Чира).
На хуторе имеются две улицы — Грушинская и Лучинская.

## История
В Области Войска Донского на хуторе Грушин юрта Верхне-Кундрюченской станицы, Первый Донской округ, существовала Архангельская церковь.

## Население
| 1989 | 2002 | 2010 |
| ---- | ---- | ---- |
| 269  | ↘210 | ↘163 |

## Достопримечательности
Территория Ростовской области была заселена ещё в эпоху неолита. Люди, живущие на древних стоянках и поселениях у рек, занимались в основном собирательством и рыболовством. Степь для скотоводов всех времён была бескрайним пастбищем для домашнего рогатого скота. От тех времен осталось множество курганов с захоронениями жителей этих мест. Курганы и курганные группы находятся на государственной охране.
Поблизости от территории хутора Грушинский Боковского района расположено несколько достопримечательностей — памятников археологии. Они охраняются в соответствии с Федеральным законом от 25.06.2002 N 73-ФЗ «Об объектах культурного наследия (памятниках истории и культуры) народов Российской Федерации», Областным законом от 22.10.2004 N 178-ЗС «Об объектах культурного наследия (памятниках истории и культуры) в Ростовской области», Постановлением Главы администрации РО от 21.02.97 N 51 о принятии на государственную охрану памятников истории и культуры Ростовской области и мерах по их охране и др.
- Курган «Грушинский I» — расположен на расстоянии около 3,0 км к северо-западу от хутора Грушинского.
- Курган «Грушинский II» — расположен в 2,75 км к северу от хутора Грушинского.
- Курган «Грушинский IV» — расположен в 3,0 км к северо-западу от хутора Грушинского.
- Курган «Грушинский VI» — расположен в 0,75 км к северо-западу от хутора Грушинского.
- Курган «Грушинский VII» — расположен в 0,6 км к северо-западу от хутора Грушинского.
- Курган «Грушинский VIII» — расположен на северной окраине хутора Грушинского.
- Курган «Грушинский Х» — расположен в 1,3 км к западу от хутора Грушинского[5].